# Atractus avernus
Espèce
Atractus avernus  est une espèce de serpents de la famille des Dipsadidae.

## Répartition
Cette espèce est endémique du département de Caquetá en Colombie. Elle se rencontre à 480 m d'altitude à Florencia.

## Description
La femelle holotype mesure 177 mm dont 9 mm de queue.

## Publication originale
- Passos, Chiesse, Torres-Carvajal & Savage, 2009 : Testing Species Boundaries within the Atractus occipitoalbus Complex (Serpentes: Dipsadidae). Herpetologica, vol. 65, no 4, p. 384-403 (texte intégral).